# Puskás Jenő (újságíró)
Puskás Jenő (Hegybánya, Hont vármegye, 1885. február 12. – Kassa, 1944. július 11.) szélsőjobboldali újságíró, lapszerkesztő. 

## Életpályája
Katolikus családban született ditrói Puskás József bányamérnök és Fuchs Ágnes házasságából. Puskás Jenő gyermekéveit a hegybányai faluban töltötte, amelynek lakosai többségben szlovákok voltak, akik a bányászatból éltek, az uralkodó elit magyar nemzetiségű volt. Gimnáziumi tanulmányokat (1894-1902) a közeli Selmecbányán folytatott. Sok szlovák is tanult a gimnáziumban, de a tanítás nyelve kizárólag a magyar volt. Puskás Jenő korán megtapasztalta a nemzeti-nemzetiségi ellentétet, ez egész életén keresztül végigkísérte és meghatározta gondolkodását. A gimnáziumban 7-8. osztályos korában kitűnt szép szavalataival, magyar költők verseit szavalta a gimnáziumi Magyar Önképző Körben és egy bibliaegyesületben. 1902-ben tett sikeres érettségi vizsgát.
Érettségi után felsőoktatási intézményeket látogatott, Selmecbányán beiratkozott a bányászati és erdészeti akadémiára, jó néhány év tanulás után változtatott, érdeklődése a jogtudomány felé fordult, jogtudományi abszolutóriumot szerzett. Feltehetően Kassán kezdett újságírással foglalkozni. Az első világháborúban 1915-től volt katona tiszti beosztásban. A háború vége a Felvidéken érte, az új csehszlovák állam apparátusa halálra ítélte Kassán, 1919 tavaszán sikerült megszöknie, szökéskor még mindig katonaruhában volt, Debrecenbe menekült. Debrecen román megszállása (1919. április 27.) után bujkálva szökött át Szolnoknál a román és bolsevik határon, s meghozta a debrecenieknek a hírt a fővárosba vitt debreceni túszokról. 
Debrecenben az egyetemi ellenforradalmi szervezkedések élére állt még a Tanácsköztársaság bukása előtt. Saját lapot akart kiadni, ez sikerült is, 1920 március 16-án megjelentette a Fehér Újság címűt, az első számból 5000 példány fogyott el, újra kellett nyomtatni. 1920 márciusában Puskás 50 tagú diákküldöttség élén kereste fel a debreceni egyetem rektorát követelve a szabadkőműves páholyok azonnali beszüntetését és a numerus clausus bevezetését. Puskás szerepe így fonódott össze a debreceni keresztény-nemzeti irányvonal kialakulásával. Puskás egyedül szerkesztette a Fehér Újságot 1921-ig, 1922-ben Liszt Nándor (1899-1946) újságíróval. 1923-ban ifj. Nagy Zsigmond szerkesztette tovább a lapot. A konszolidáció viszonyai közt nehezen találta helyét Puskás, Pécsre ment, ahol a Baranyai Magyarságot szerkesztette, majd Miskolcon szintén egy keresztény-nemzeti irányultságú Magyar Jövő című lap felelős szerkesztőjeként működött 1925 nyaráig, lapjának külső munkatársa Liszt Nándor volt. 
1925 augusztus 1-től a jobboldali Szegedi Új Nemzedékhez csatlakozott főmunkatársnak. E lapba több száz vezércikket és ugyanennyi színikritikát írt, a lap antiszemitizmusa, intoleráns katolicizmusa, magyarkodása, bolsevizmus-ellenessége megfelelt Puskás eszmerendszerének, jó retorikával, logikailag tiszta formában erősítette a lap irányvonalát. 1926-ban Montanus álnéven A tatai és a pécsi szén harca a szegedi városi háztartásokban címen röpiratot adott ki, amelyet hosszadalmas sajtóper követett. Hírbe hozott színészeket (Jávor Pál, Zöldhelyi Anna), költőket, írókat (Juhász Gyula, Móra Ferenc). Lassan a konszolidáció légköre a Szegedi Új Nemzedéknél sem kedvezett Puskásnak, kilépett a lap kötelékéből.
1928. augusztus 27-én Szegedi Hírlap címen egy közép jobb irányzatú saját hetilapot indított, ebben a lapban sok cikk volt színházi témájú. Még ugyanebben az évben Puskás részt vett egy szimultán sakkjátszmában a kubai Capablancával, a játszmában döntetlent ért el. 1930. április 7-én lapjának tulajdonjogát és szerkesztését átadta Balogh István (1894-1976) belvárosi plébánosnak. Cikkeket, kritikákat továbbra is írt a lapba. 1932. április 24-én vették fel a Dugonics Társaságba, székfoglalójában Dankó Pistáról tartott előadást, amelyet a Szegedi Hírlap is közölt folytatásokban. 1932. május 2-án távozott Szegedről, 1932. május 3-án már a kaposvári Somogyi Újság felelős szerkesztője és kiadója, 1937-ig szerkesztette ezt a lapot. 
Kaposvárról visszatért Szegedre, s a Tanyai Újságba írt. 1938-ban a Felvidék visszacsatolása után szülőföldjére tért vissza, 1939 márciusában Kassára hívták az újraindított Felvidéki Újság felelős szerkesztőjének, hamarosan e lap és a Felvidék című hetilapnak is ő lett a felelős kiadója. Puskás ezen lapjai mérsékelten jobboldali irányzatúak voltak. A Felvidéki Újságban sok irodalmi anyag látott napvilágot, jeles szerzői voltak, Erdélyi József, Ignácz Rózsa, Mécs László, Sinka István, Szombathy Viktor, Tersánszky Józsi Jenő, Urr Ida, stb.
1940. őszén súlyosan megbetegedett, érszűkületet állapítottak meg nála, az egyik lábát, majd bokától a másik lábát is amputálni kellett. Feladatait csak nagy nehezen tudta ellátni, gyakorlatilag 1941-től már nem tudott dolgozni, 1943 februárban lemondott a Felvidéki Újság felelős szerkesztői és kiadói munkaköréről. 1944. július 11-én halt meg Kassán. Temetésén Kassai Zoltán búcsúztatta, többek közt így méltatta: „Puskás Jenő a vidéknek azt jelentette, amit Kolosváry-Borcsa Mihály vagy Milotay István Budapestnek és az egész országnak.” Nem éppen hízelgő Kassai Zoltán hasonlata, mert a két világháború közt Puskás Jenő kiemelkedett a kurzus újságírók közül nagy műveltségével, újságírói kvalitásaival és retorikai készségével, ezt a baloldali és a mérsékelten konzervatív újságok (például: Délmagyarország, Szegedi Napló) szerkesztői és írói közül is sokan elismerték.

## Társasági tagság
- Dugonics Társaság (1932)